# Chindaswinth

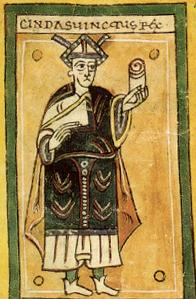
Chindaswinth v rukopisu z 10. stol.

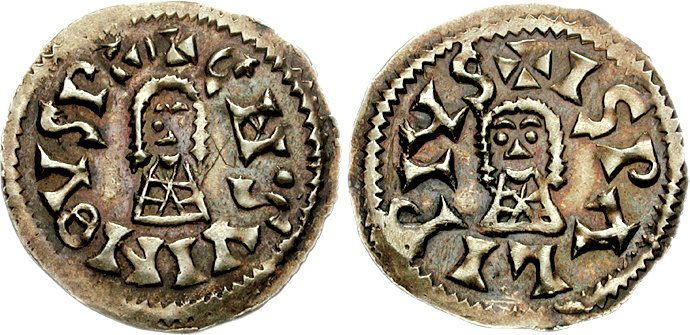
Chindaswinthův tremissis (642)

Chindaswinth (563? – 30. září 653 Toledo) byl od roku 642 vizigótský král Hispánie. Uzurpoval si trůn krále Tulgy. Po jeho smrti se nechal vizigótskou šlechtou zvolit novým vizigótským králem. Dne 30. dubna 642 byl slavnostně pomazán biskupem. Hispánii vládl až do své smrti v roce 653.

## Život
V roce 641 ve věku asi 79 let stanul v čele povstání proti vizigótskému králi Tulgovi, přičemž byl vizigótskou šlechtou, bez podpory duchovenstva prohlášen za krále. Sesazený král Tulga byl uvězněn v klášteře, kde následující rok zemřel či byl zavražděn. Dne 30. dubna 642 byl nakonec šlechtou i biskupy podle kánonu 75 IV. koncilu v Toledu oficiálně zvolen králem.
Po zvolení králem se ujal moci, aby zabránil jakémukoli pokusu povstání, nechal pro výstrahu jen na základě podezření popravit 200 Gótů z vysoké šlechty a 500 dalších nižších šlechticů. Bez důkazů zabavoval jejich majetek, aniž by došlo k povstání.
Dne 16. října byl svolán VII. koncil v Toledu, který souhlasil a podpořil jeho akce, navíc odsouhlasil rozšíření trestů na ty, kteří byli nejen proti němu, ale i proti loajálním členům kléru. Chindaswinth chtěl pro svůj rod zajistit dědičnou monarchii a proto nechal 20. ledna 649 jmenovat biskupem Brauliem ze Zaragozy svého syna Rekkeswintha králem. Jeho syn byl spoluvládce a od data korunovace ve jménu svého otce se stal skutečným vládcem Vizigótů.